# 李梅羹
李梅羹（1901年11月26日—1934年8月12日），原名李兴炽，号赤心，湖南浏阳官渡镇人。中国马克思主义早期传播者和马克思主义文献翻译家，中国共产党早期领导人。

## 生平
李梅羹家的族谱记载着他简单的个人信息，“兴炽，字梅羹，号赤心，光绪二十七年辛丑十月十六日子时生，公元一九三四年甲辰七月初二殁葬广西南宁东城。”
李家在当地属豪门，据李梅羹的堂弟李丙秋称，李家“在永和、达浒都有地，光水田就有500多亩。”1918年，李梅羹考入北京医专，后转入北京大学德文系学习。1919年，李梅羹参加了五四运动。他是北京大学马克思学说研究会的发起人之一，中国共产党北京支部的成员。他曾于1920年春翻译过德文版《共产党宣言》，他还翻译过德文本《资本论》，二书均油印发行过，故他也是中国较早翻译《共产党宣言》者。1921年8月至1922年7月，他曾为中国共产党北京地方执行委员会（中共北京地委）的领导之一，任财务委员。1923年6月，中国共产党北京区执行委员会（中共北京区委）成立后，曾任区委秘书兼区委党报《工人周刊》的西文秘书、编委，并兼任《劳动通讯社》编辑。他曾是筹办长辛店劳动补习学校者之一，并曾担任该校教员。他还参加了中国劳动组合书记部北方分部的工作，并参与组织了长辛店、唐山等地的工人运动。1925年，受中共北方区委的派遣，李梅羹赴苏联莫斯科东方大学学习，并同时从事翻译工作。1928年6月，李梅羹参加中共六大会务工作，任大会德文翻译组组长。1929年李梅羹回国，在上海担任中共中央工委宣传部翻译主任。
1931年，受王明“左”倾路线的排斥和打击，李梅羹被劝“回乡养病”，后被好友、时任广西师范专科学校校长的杨东莼邀请前去边治病边译书。李梅羹的祖父也是一名郎中，根据其他人对李梅羹病情的描述开了个药方并送到广西。但李梅羹吃了该药后，病情反而加重。1934年8月12日，李梅羹病逝，年仅33岁。

## 家庭
- 妻：（1949年4月去世）
- 子：李慰严（原西安交通大学教授、陕西省人大代表、西安市政协委员）